# Parafia Narodzenia św. Jana Chrzciciela w Rudzicy
Parafia Narodzenia św. Jana Chrzciciela w Rudzicy – parafia rzymskokatolicka znajdująca się w Rudzicy. Należy do dekanatu Jasienica diecezji bielsko-żywieckiej.

## Historia
W sprawozdaniu z poboru świętopietrza z 1335 w diecezji wrocławskiej na rzecz Watykanu sporządzonego przez nuncjusza papieskiego Galharda z Cahors wśród 10 parafii archiprezbiteratu w Cieszynie wymieniona jest parafia w miejscowości villa Rudgeri, czyli w Rudzicy. Parafia powstała więc przed tą datą. Została ponownie wymieniona w podobnym spisie sporządzonym przez archidiakona opolskiego Mikołaja Wolffa w 1447 ponownie pod nazwą Rudgersdorff. Na podstawie wysokości opłaty w owym sprawozdaniu liczbę ówczesnych parafian (we wszystkich podległych wioskach) oszacowano na 150.
Parafii służył początkowo zapewne kościół drewniany. W okresie reformacji był w rękach ewangelików. 16 kwietnia 1654 zostały im odebrane przez specjalną komisję. Następnie reorganizacji uległa struktura administracyjna miejscowego Kościoła, a Rudzica zostały podległa nowemu archiprezbiteratowi (dekanatowi) w Bielsku. Wraz z plebanią pierwszy kościół uległ spaleniu w 1728. Drugi drewniany kościół został zastąpiony nowym murowanym wybudowanym w latach 1782–1800. W 1799 wybudowano również nową plebanię. W 1900 z terytorium parafii rudzickiej wyodrębniła się parafia w Bronowie.
29 czerwca 2011 konsekrowano nowy kościół filialny św. Jana Pawła II w Iłownicy.
1 stycznia 2015 parafię przeniesiono ze zlikwidowanego dekanatu Bielsko-Biała IV do nowo powstałego dekanatu Jasienica.

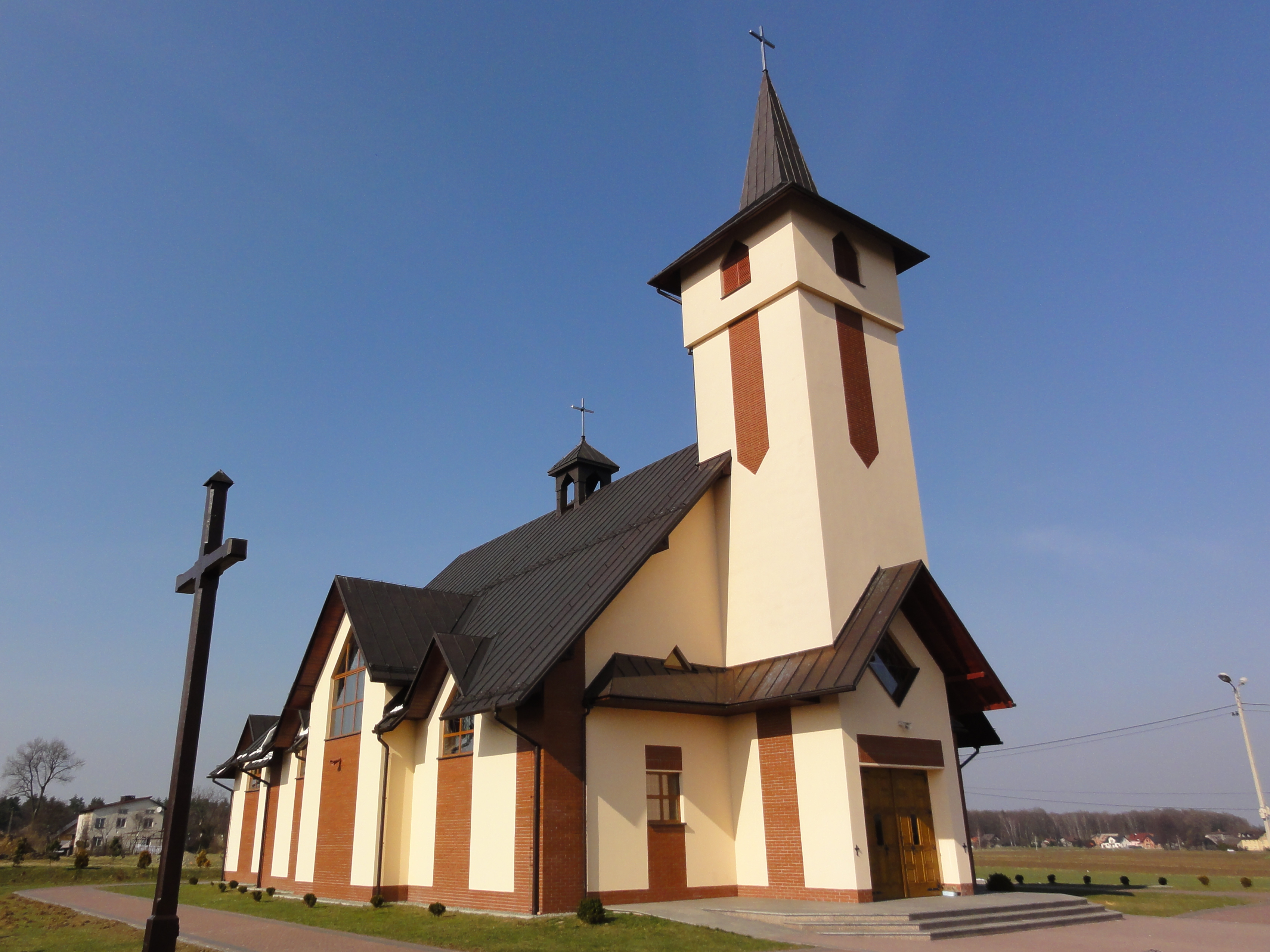
Nowy kościół filialny pw. św. Jana Pawła II w Iłownicy
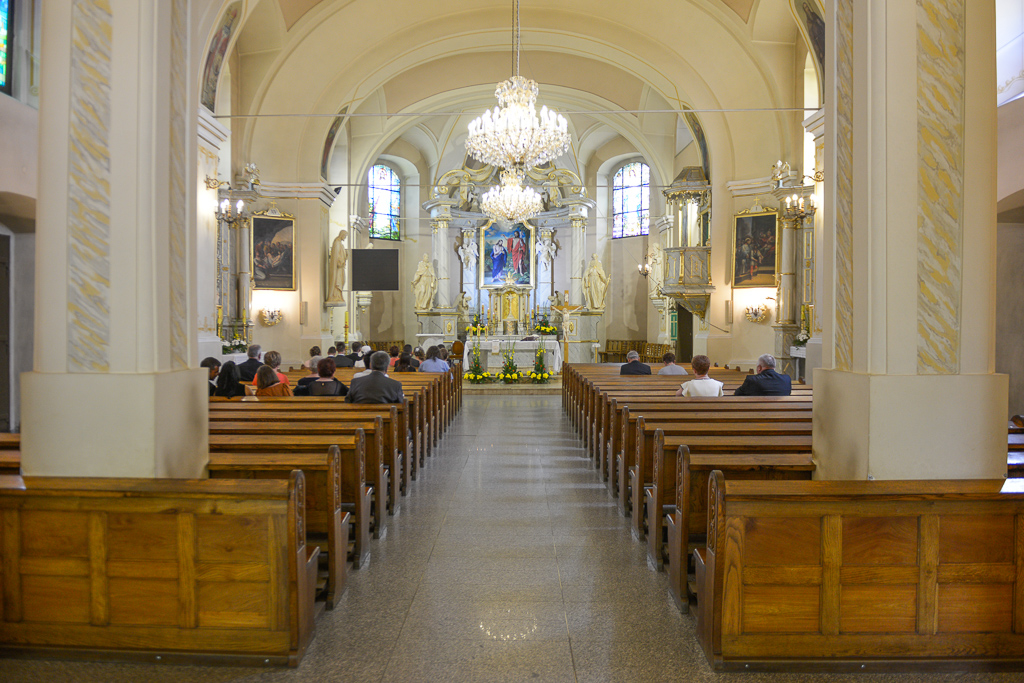
Wnętrze kościoła Narodzenia św. Jana Chrzciciela w Rudzicy